# … Et tremble d'être heureux
Pour plus de détails, voir Fiche technique et Distribution.
… Et tremble d'être heureux est un film français réalisé par Paul Vecchiali, sorti en 2007 directement en DVD.

## Synopsis
Joss, la trentaine, achète une maison de village où l'on apprend qu'un meurtre a été commis autrefois. En attendant la venue de sa femme, Dora, il fait la connaissance de ses voisins.

## Fiche technique
- Titre : … Et tremble d'être heureux
- Réalisation, scénario, dialogues, costumes, décors : Paul Vecchiali
- Montage : Emmanuel Broche
- 1er assistant réalisateur : Guillaume Périès
- Durée : 104 minutes
- Format son : stéréo
- Langue : français

## Distribution
- Françoise Lebrun : Hélène Abrège
- Emmanuel Broche : Joss
- Mona Heftre : Mona
- Sabrina Leroyer : Dora
- Malik Saad : Aziz
- Yves Réjasse : Charles Derlincourt
- Michèle Grinda : la psychiatre
- Paul Vecchiali : Laforge